# Candice Renoir
 (octobre 2021).
Pour les articles homonymes, voir Renoir.
Candice Renoir est une série télévisée policière franco-belge créée par Solen Roy-Pagenault, Robin Barataud et Brigitte Peskine, et diffusée à partir du 19 avril 2013 sur France 2.
Cette fiction est une coproduction de Boxeur 7, Couleurs Productions, Telfrance, Be-Films et la RTBF (télévision belge), avec la participation de France Télévisions, RTS et 13e rue,.
La diffusion de la saison 8 a été interrompue par France 2 en raison de l’épidémie de Covid-19,. L'actrice principale, Cécile Bois, a elle-même été atteinte par la maladie, puis guérie. Le tournage de la saison 9, qui devait commencer le 20 mai 2020, a été reporté au printemps 2021. La série devait s’achever, dans sa forme actuelle, sur une dixième saison tournée à l’automne 2021 et diffusée en 2022. Cependant, France 2 a révisé sa position et une onzième saison de six épisodes est d’ores et déjà prévue, après le tournage de deux épisodes hors série. Cette nouvelle saison est finalement annulée.

## Synopsis
Candice Renoir, née Muller, mère de quatre enfants, reprend son métier de policière, à la BSU de Sète (Hérault), après avoir arrêté pendant dix ans à la suite d'une mise en disponibilité. Elle va devoir concilier sa vie de mère et de commandant de police, mission d'autant plus difficile qu'elle a du mal à se faire accepter de ses collègues (elle ne s'entend d'ailleurs pas du tout avec Yasmine Attia (saisons 1 à 3), et encore moins avec Sylvie Leclerc (saisons 4 et 5), ses supérieures). Heureusement, elle peut compter sur le soutien du capitaine (commissaire depuis la saison 6) Antoine Dumas.

## Distribution

### Postes (Sète)
| Panorama des postes et équipes par saison | Panorama des postes et équipes par saison | Panorama des postes et équipes par saison                 | Panorama des postes et équipes par saison | Panorama des postes et équipes par saison  | Panorama des postes et équipes par saison               | Panorama des postes et équipes par saison       | Panorama des postes et équipes par saison          | Panorama des postes et équipes par saison | Panorama des postes et équipes par saison                           | Panorama des postes et équipes par saison        | Panorama des postes et équipes par saison | Panorama des postes et équipes par saison           | Panorama des postes et équipes par saison | Panorama des postes et équipes par saison | Panorama des postes et équipes par saison | Panorama des postes et équipes par saison | Panorama des postes et équipes par saison |
| Saison                                    | Épisodes                                  | Commissaire                                               | Cheffe d'équipe                           | Cheffe d'équipe par intérim                | Équipe Candice                                          | Équipe Candice                                  | Équipe Candice                                     | Équipe Candice                            | Équipe Candice                                                      | Équipe Candice                                   | Commissariat                              | Commissariat                                        | Commissariat                              | Psychologue                               | Responsable Identité Judiciaire           | Médecin légiste                           | Procureur(e)                              |
| Saison                                    | Épisodes                                  | Commissaire                                               | Cheffe d'équipe                           | Cheffe d'équipe par intérim                | OPJ                                                     | OPJ                                             | OPJ                                                | Brigadier-chef                            | Brigadier-chef                                                      | Brigadier                                        | Commissariat                              | Commissariat                                        | Commissariat                              | Psychologue                               | Responsable Identité Judiciaire           | Médecin légiste                           | Procureur(e)                              |
| ----------------------------------------- | ----------------------------------------- | --------------------------------------------------------- | ----------------------------------------- | ------------------------------------------ | ------------------------------------------------------- | ----------------------------------------------- | -------------------------------------------------- | ----------------------------------------- | ------------------------------------------------------------------- | ------------------------------------------------ | ----------------------------------------- | --------------------------------------------------- | ----------------------------------------- | ----------------------------------------- | ----------------------------------------- | ----------------------------------------- | ----------------------------------------- |
| 1                                         | 1 à 8                                     | Commissaire Yasmine Attia (Samira Lachhab)                | Commandante Candice Renoir (Cécile Bois)  | --                                         | Capitaine Antoine Dumas (de l'Estang) (Raphaël Lenglet) | Lieutenante Chrystelle Da Silva (Gaya Verneuil) | —                                                  | —                                         | —                                                                   | Brigadier Jean-Baptiste Medjaoui (Mhamed Arezki) | --                                        | —                                                   | --                                        | —                                         | Pascale Ibarruri (Alix Poisson)           | —                                         | --                                        |
| 2                                         | 1 à 10                                    | Commissaire Yasmine Attia (Samira Lachhab)                | Commandante Candice Renoir (Cécile Bois)  | --                                         | Capitaine Antoine Dumas (de l'Estang) (Raphaël Lenglet) | Lieutenante Chrystelle Da Silva (Gaya Verneuil) | —                                                  | —                                         | —                                                                   | Brigadier Jean-Baptiste Medjaoui (Mhamed Arezki) | --                                        | —                                                   | --                                        | —                                         | Pascale Ibarruri (Alix Poisson)           | —                                         | --                                        |
| 3                                         | 1 à 2                                     | Commissaire Yasmine Attia (Samira Lachhab)                | Commandante Candice Renoir (Cécile Bois)  | --                                         | Capitaine Antoine Dumas (de l'Estang) (Raphaël Lenglet) | Lieutenante Chrystelle Da Silva (Gaya Verneuil) | —                                                  | —                                         | —                                                                   | —                                                | --                                        | Brigadier Michel (Michel Moutardier)                | --                                        | —                                         | Aline Jego (Delphine Rich)                | —                                         | --                                        |
| 3                                         | 3                                         | Commissaire Yasmine Attia (Samira Lachhab)                | Commandante Candice Renoir (Cécile Bois)  | --                                         | Capitaine Antoine Dumas (de l'Estang) (Raphaël Lenglet) | Lieutenante Chrystelle Da Silva (Gaya Verneuil) | —                                                  | —                                         | —                                                                   | Brigadier Phil Hermann (Guillaume Faure)         | --                                        | Brigadier Michel (Michel Moutardier)                | --                                        | —                                         | Aline Jego (Delphine Rich)                | —                                         | --                                        |
| 3                                         | 5 à 7                                     | Commissaire Yasmine Attia (Samira Lachhab)                | Commandante Candice Renoir (Cécile Bois)  | --                                         | Capitaine Antoine Dumas (de l'Estang) (Raphaël Lenglet) | Lieutenante Chrystelle Da Silva (Gaya Verneuil) | —                                                  | —                                         | —                                                                   | Brigadier Albert Maruvel (Philippe Duquesne)     | --                                        | Brigadier Michel (Michel Moutardier)                | --                                        | —                                         | Aline Jego (Delphine Rich)                | —                                         | --                                        |
| 3                                         | 8 à 10                                    | Commissaire Yasmine Attia (Samira Lachhab)                | Commandante Candice Renoir (Cécile Bois)  | --                                         | Capitaine Antoine Dumas (de l'Estang) (Raphaël Lenglet) | Lieutenante Chrystelle Da Silva (Gaya Verneuil) | —                                                  | Brigadier-chef Mehdi Badhou (Ali Marhyar) | —                                                                   | —                                                | --                                        | Brigadier Michel (Michel Moutardier)                | --                                        | —                                         | Aline Jego (Delphine Rich)                | —                                         | --                                        |
| 4                                         | 1 à 4                                     | —                                                         | Commandante Candice Renoir (Cécile Bois)  | --                                         | —                                                       | Lieutenante Chrystelle Da Silva (Gaya Verneuil) | —                                                  | Brigadier-chef Mehdi Badhou (Ali Marhyar) | —                                                                   | —                                                | Major Régis Morin (Patrick Ligardes)      | Brigadier Michel (Michel Moutardier)                | --                                        | —                                         | Aline Jego (Delphine Rich)                | —                                         | --                                        |
| 4                                         | 5                                         | —                                                         | Commandante Candice Renoir (Cécile Bois)  | --                                         | Capitaine Antoine Dumas (de l'Estang) (Raphaël Lenglet) | Lieutenante Chrystelle Da Silva (Gaya Verneuil) | —                                                  | Brigadier-chef Mehdi Badhou (Ali Marhyar) | —                                                                   | —                                                | Major Régis Morin (Patrick Ligardes)      | Brigadier Michel (Michel Moutardier)                | --                                        | —                                         | Aline Jego (Delphine Rich)                | —                                         | --                                        |
| 4                                         | 6 à 10                                    | Commissaire Sylvie Leclerc (Nathalie Boutefeu)            | Commandante Candice Renoir (Cécile Bois)  | --                                         | Capitaine Antoine Dumas (de l'Estang) (Raphaël Lenglet) | Lieutenante Chrystelle Da Silva (Gaya Verneuil) | —                                                  | Brigadier-chef Mehdi Badhou (Ali Marhyar) | —                                                                   | —                                                | Major Régis Morin (Patrick Ligardes)      | Brigadier Michel (Michel Moutardier)                | --                                        | —                                         | Aline Jego (Delphine Rich)                | —                                         | --                                        |
| 5                                         | 1 à 3                                     | Commissaire Sylvie Leclerc (Nathalie Boutefeu)            | Commandante Candice Renoir (Cécile Bois)  | --                                         | Capitaine Antoine Dumas (de l'Estang) (Raphaël Lenglet) | Lieutenante Chrystelle Da Silva (Gaya Verneuil) | —                                                  | Brigadier-chef Mehdi Badhou (Ali Marhyar) | —                                                                   | —                                                | --                                        | Brigadier Michel (Michel Moutardier)                | --                                        | Paul Périer (Matthieu Penchinat)          | Aline Jego (Delphine Rich)                | —                                         | --                                        |
| 5                                         | 4 à 10                                    | Commissaire Sylvie Leclerc (Nathalie Boutefeu)            | Commandante Candice Renoir (Cécile Bois)  | --                                         | Capitaine Antoine Dumas (de l'Estang) (Raphaël Lenglet) | Lieutenante Valentine Atger (Yeelem Jappain)    | —                                                  | Brigadier-chef Mehdi Badhou (Ali Marhyar) | —                                                                   | —                                                | --                                        | Brigadier Michel (Michel Moutardier)                | --                                        | Paul Périer (Matthieu Penchinat)          | —                                         | Charles (Vincent Steinebach)              | --                                        |
| 6                                         | 1                                         | Commissaire Antoine Dumas (de l'Estang) (Raphaël Lenglet) | Commandante Candice Renoir (Cécile Bois)  | --                                         | —                                                       | Lieutenante Valentine Atger (Yeelem Jappain)    | —                                                  | Brigadier-chef Mehdi Badhou (Ali Marhyar) | —                                                                   | —                                                | --                                        | Brigadier Michel (Michel Moutardier)                | --                                        | Paul Périer (Matthieu Penchinat)          | —                                         | Charles (Vincent Steinebach)              | --                                        |
| 6                                         | 2 à 6                                     | Commissaire Antoine Dumas (de l'Estang) (Raphaël Lenglet) | Commandante Candice Renoir (Cécile Bois)  | --                                         | —                                                       | Lieutenante Valentine Atger (Yeelem Jappain)    | —                                                  | Brigadier-chef Mehdi Badhou (Ali Marhyar) | Brigadier-chef Franck Davenne mort S06E06 (François-Dominique Blin) | —                                                | --                                        | Brigadier Michel (Michel Moutardier)                | --                                        | Paul Périer (Matthieu Penchinat)          | —                                         | —                                         | --                                        |
| 6                                         | 7 à 10                                    | Commissaire Antoine Dumas (de l'Estang) (Raphaël Lenglet) | Commandante Candice Renoir (Cécile Bois)  | --                                         | —                                                       | Lieutenante Valentine Atger (Yeelem Jappain)    | —                                                  | Brigadier-chef Mehdi Badhou (Ali Marhyar) | —                                                                   | —                                                | --                                        | Brigadier Michel (Michel Moutardier)                | --                                        | Paul Périer (Matthieu Penchinat)          | Nathalie Delpech (Marie Vincent)          | —                                         | --                                        |
| 7                                         | 1                                         | Commissaire Antoine Dumas (de l'Estang) (Raphaël Lenglet) | Commandante Candice Renoir (Cécile Bois)  | --                                         | —                                                       | Lieutenante Valentine Atger (Yeelem Jappain)    | —                                                  | Brigadier-chef Mehdi Badhou (Ali Marhyar) | —                                                                   | —                                                | --                                        | Brigadier Michel (Michel Moutardier)                | --                                        | Paul Périer (Matthieu Penchinat)          | Nathalie Delpech (Marie Vincent)          | —                                         | --                                        |
| 7                                         | 2 à 10                                    | Commissaire Antoine Dumas (de l'Estang) (Raphaël Lenglet) | Commandante Candice Renoir (Cécile Bois)  | --                                         | Capitaine Armand Marquez (Olivier Cabassut)             | Lieutenante Valentine Atger (Yeelem Jappain)    | —                                                  | Brigadier-chef Mehdi Badhou (Ali Marhyar) | —                                                                   | —                                                | --                                        | Brigadier Michel (Michel Moutardier)                | --                                        | Paul Périer (Matthieu Penchinat)          | Nathalie Delpech (Marie Vincent)          | —                                         | --                                        |
| 8                                         | 1 à 10                                    | Commissaire Antoine Dumas (de l'Estang) (Raphaël Lenglet) | Commandante Candice Renoir (Cécile Bois)  | --                                         | Capitaine Armand Marquez (Olivier Cabassut)             | Lieutenante Valentine Atger (Yeelem Jappain)    | Lieutenant Ismaël Ndongo (Christophe Ntakabanyura) | Brigadier-chef Mehdi Badhou (Ali Marhyar) | —                                                                   | —                                                | Major Régis Morin (Patrick Ligardes)      | Brigadier Michel (Michel Moutardier)                | --                                        | Paul Périer (Matthieu Penchinat)          | Nathalie Delpech (Marie Vincent)          | —                                         | --                                        |
| 9                                         | 1 à 2                                     | Commissaire Antoine Dumas (de l'Estang) (Raphaël Lenglet) | --                                        | Capitaine Pénélope Valier (Maëlle Mietton) | Capitaine Armand Marquez (Olivier Cabassut)             | Lieutenante Valentine Atger (Yeelem Jappain)    | --                                                 | Brigadier-chef Mehdi Badhou (Ali Marhyar) | —                                                                   | —                                                | Major Régis Morin (Patrick Ligardes)      | Brigadier Olivier Monge mort S09E10 (Thomas Durand) | Brigadier Loïc Fabre (Jimmy Lee Hamou)    | Paul Périer (Matthieu Penchinat)          | Nathalie Delpech (Marie Vincent)          | —                                         | La procureure (Stéphanie Mathieu)         |
| 9                                         | 3 à 5                                     | Commissaire Antoine Dumas (de l'Estang) (Raphaël Lenglet) | Commandante Candice Renoir (Cécile Bois)  | --                                         | Capitaine Armand Marquez (Olivier Cabassut)             | Lieutenante Valentine Atger (Yeelem Jappain)    | --                                                 | Brigadier-chef Mehdi Badhou (Ali Marhyar) | —                                                                   | —                                                | Major Régis Morin (Patrick Ligardes)      | Brigadier Olivier Monge mort S09E10 (Thomas Durand) | Brigadier Loïc Fabre (Jimmy Lee Hamou)    | Paul Périer (Matthieu Penchinat)          | Nathalie Delpech (Marie Vincent)          | —                                         | La procureure (Stéphanie Mathieu)         |
| 9                                         | 6 à 10                                    | Commissaire Antoine Dumas (de l'Estang) (Raphaël Lenglet) | Commandante Candice Renoir (Cécile Bois)  | --                                         | Capitaine Armand Marquez (Olivier Cabassut)             | Lieutenante Valentine Atger (Yeelem Jappain)    | Lieutenant Ismaël Ndongo (Christophe Ntakabanyura) | Brigadier-chef Mehdi Badhou (Ali Marhyar) | —                                                                   | —                                                | Major Régis Morin (Patrick Ligardes)      | Brigadier Olivier Monge mort S09E10 (Thomas Durand) | Brigadier Loïc Fabre (Jimmy Lee Hamou)    | Paul Périer (Matthieu Penchinat)          | Nathalie Delpech (Marie Vincent)          | —                                         | La procureure (Stéphanie Mathieu)         |
| 10                                        | 1 à 6                                     | Commissaire Antoine Dumas (de l'Estang) (Raphaël Lenglet) | Commandante Candice Renoir (Cécile Bois)  | --                                         | Capitaine Armand Marquez (Olivier Cabassut)             | Lieutenante Valentine Atger (Yeelem Jappain)    | Lieutenant Ismaël Ndongo (Christophe Ntakabanyura) | Brigadier-chef Mehdi Badhou (Ali Marhyar) | —                                                                   | —                                                | Major Régis Morin (Patrick Ligardes)      | --                                                  | --                                        | Paul Périer (Matthieu Penchinat)          | Nathalie Delpech (Marie Vincent)          | —                                         | La procureure (Stéphanie Mathieu)         |

### Acteurs principaux

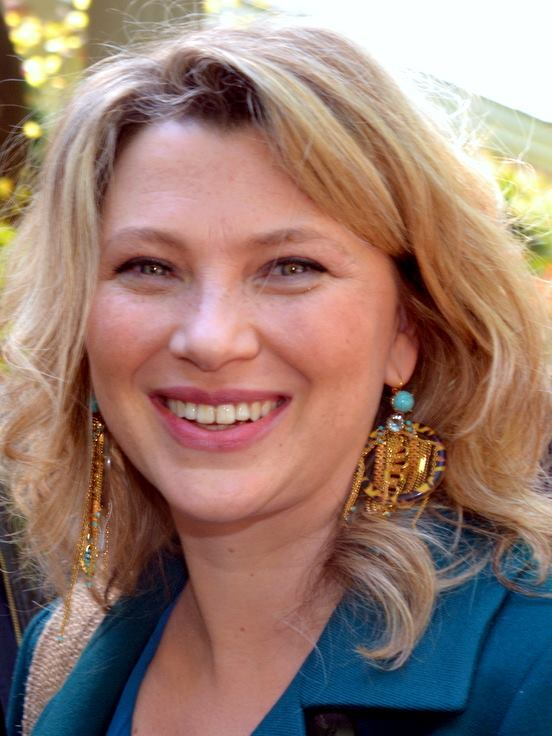
Cécile Bois
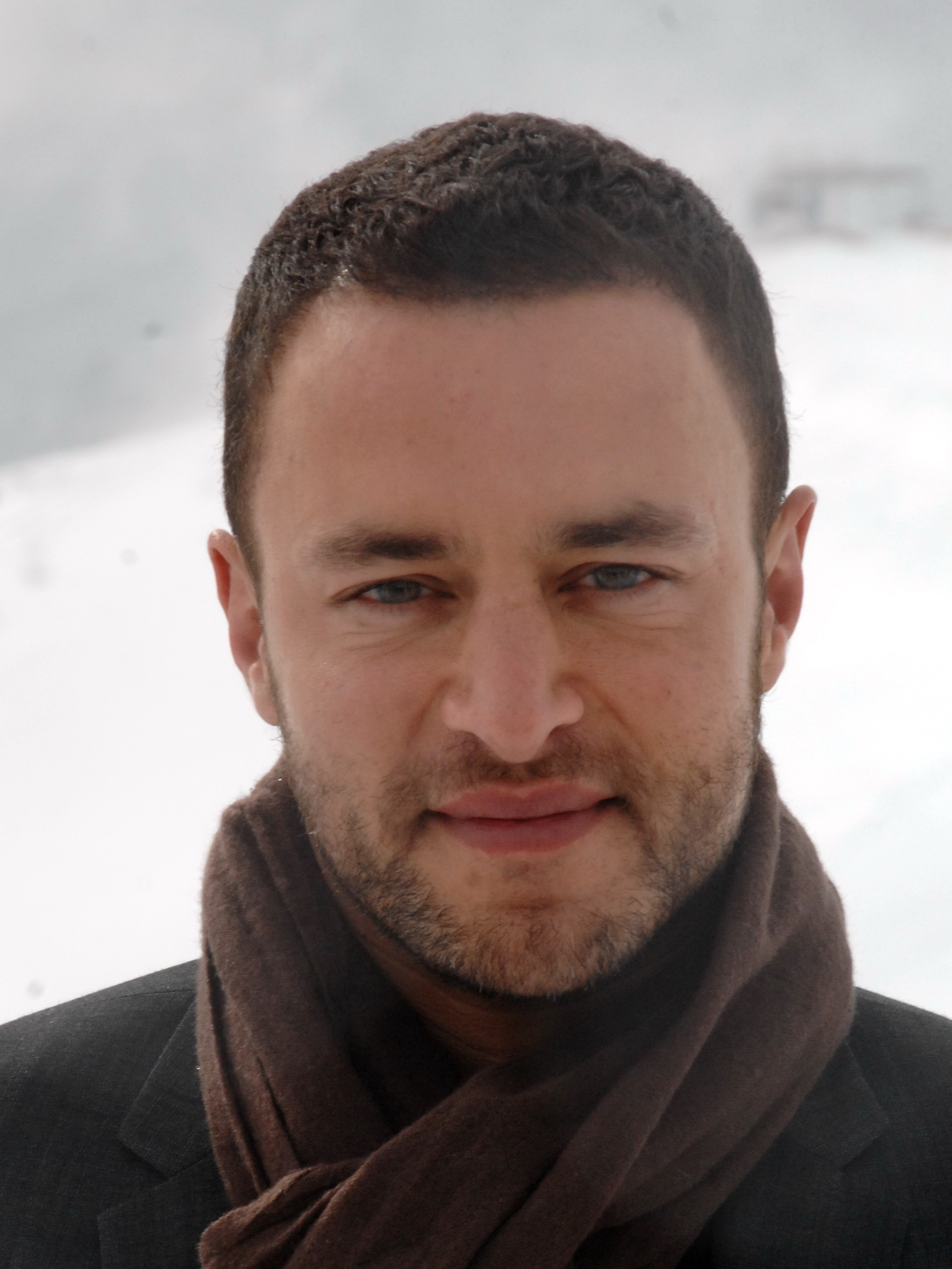
Raphaël Lenglet
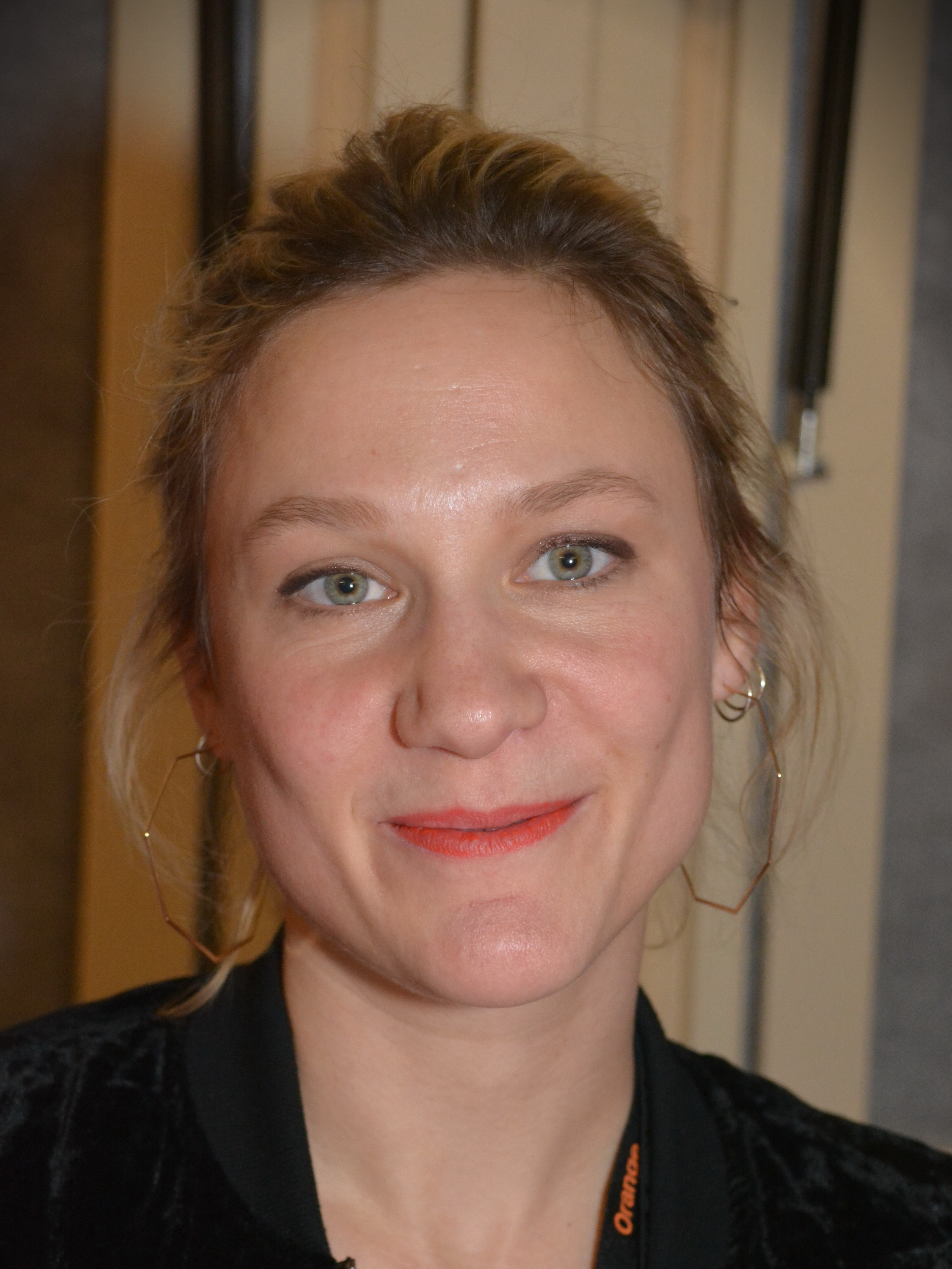
Yeelem Jappain
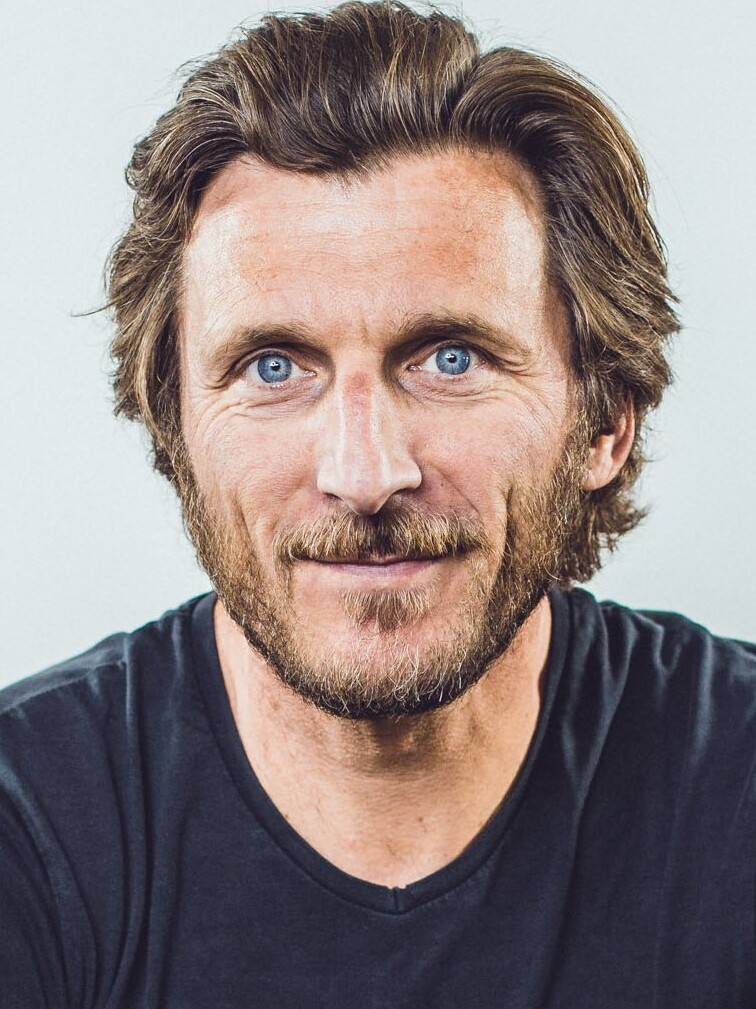
François-Dominique Blin
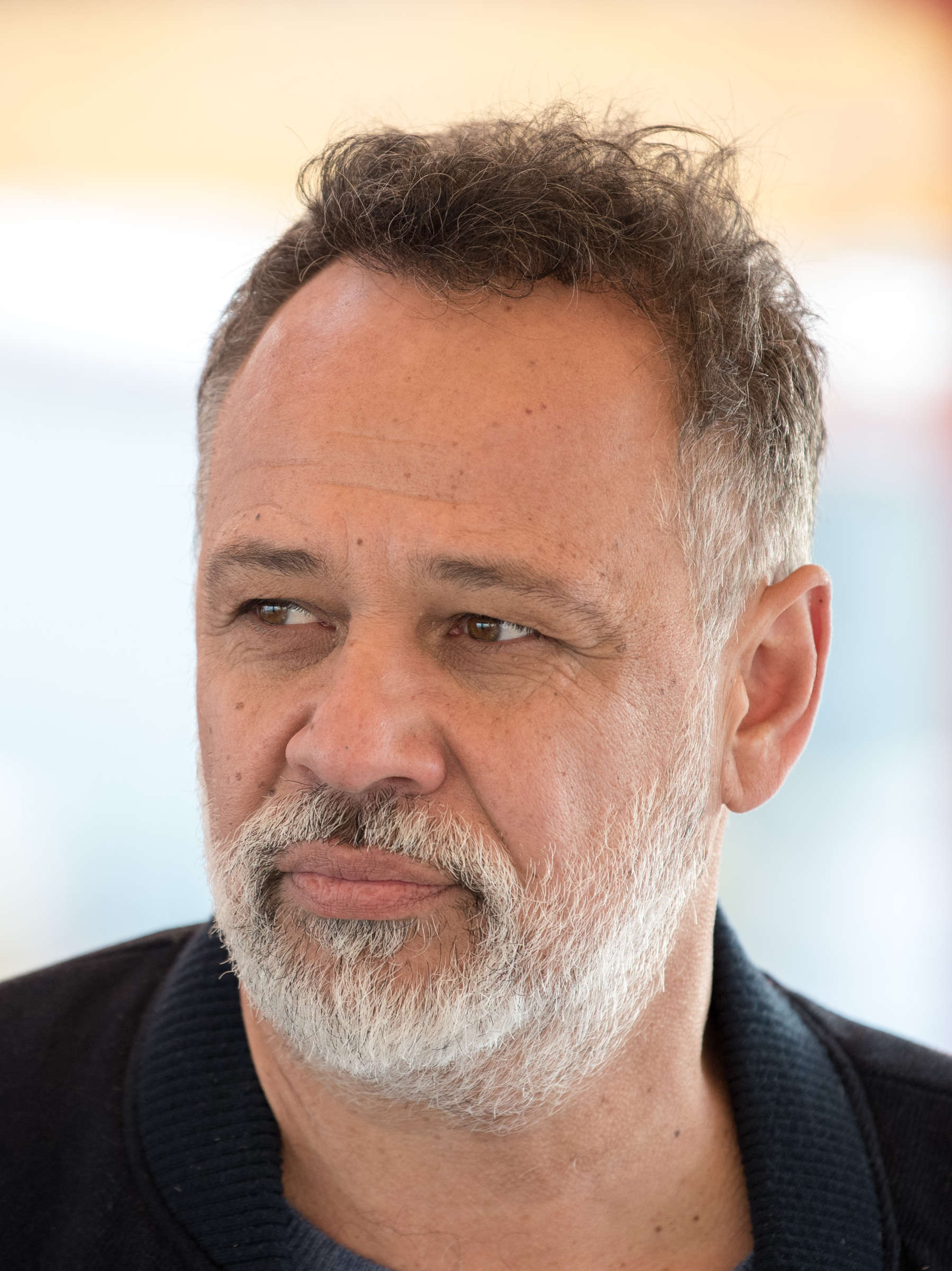
Olivier Cabassut
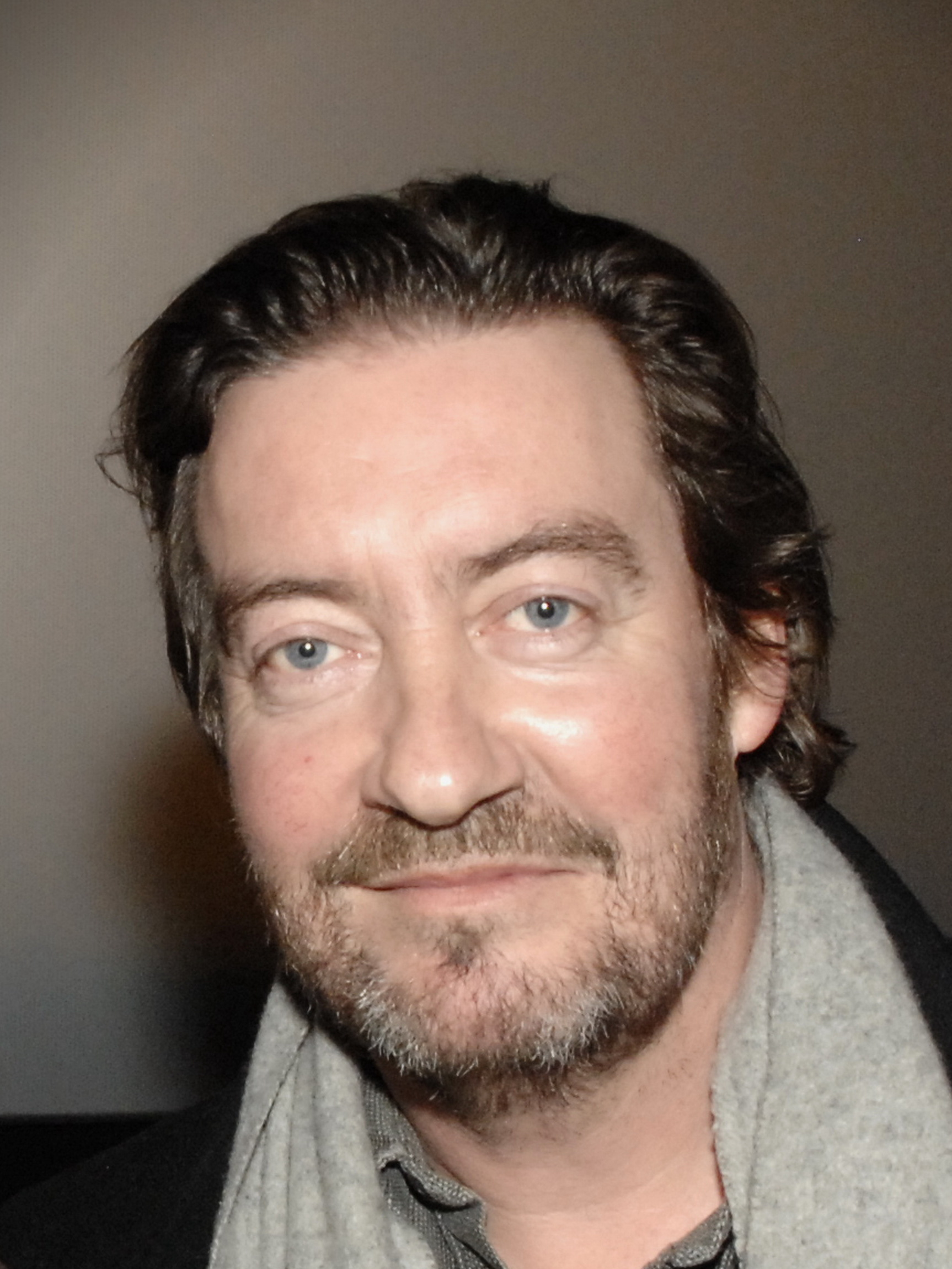
Philippe Duquesne

- Cécile Bois : commandant Candice Renoir, née Muller (saisons 1 à 10)  puis  enquêtrice à la financière
- Raphaël Lenglet : capitaine Antoine Dumas (saisons 1 à 3, et saison 4 épisode 5 à saison 5)
- Olivier Cabassut : capitaine Armand Marquez, compagnon de Nathalie de l'IJ (depuis saison 7, épisode 2)
- Yeelem Jappain : lieutenante puis capitaine Valentine Atger, cheffe de groupe (depuis saison 5, épisode 4)
- Ali Marhyar : brigadier-chef Mehdi Badhou (depuis saison 3, épisode 8)
- Christophe Ntakabanyura : lieutenant Ismaël Ndongo (saison 8, épisodes 2 à 10 et depuis saison 9 épisode 6)
- François-Dominique Blin : brigadier-chef Franck Davenne, mort (saison 6, épisodes 2 à 6)
- Gaya Verneuil : lieutenante Chrystelle Da Silva (saisons 1 à 5, invitée saison 9 épisodes 9 et 10)
- Philippe Duquesne : brigadier Albert Maruvel (saison 3, épisodes 5 à 7)
- Mhamed Arezki : brigadier Jean-Baptiste Medjaoui (saisons 1 et 2, invité saison 3 et invité saison 10, épisode 6)

#### Commissaires
- Raphaël Lenglet : commissaire Antoine Dumas (depuis saison 6)
- Nathalie Boutefeu : commissaire Sylvie Leclerc (saison 4, épisode 6 à saison 6, épisode 1)
- Samira Lachhab : commissaire Yasmine Attia, première supérieure de Candice (saisons 1 à 3)

#### Commissariat
- Stups :
  - Maëlle Mietton : capitaine Pénélope Valier, qui cumule le poste de cheffe du groupe Stups (saison 9) et cheffe par intérim du groupe de Candice (saison 9, épisodes 1 et 2)
  - Christophe Ntakabanyura : lieutenant Ismaël Ndongo (saison 9 épisodes 1 à 5)
- Major :
  - Patrick Ligardes : major Régis Morin (récurrent, saisons 4, 8 et 9)
- Accueil :
  - Thomas Durand : brigadier Olivier Monge, mort (récurrent, saison 9)
  - JimmyLee Hamou : brigadier Loïc Fabre (récurrent, saison 9)
  - Whitney Touré : Nora (récurrente, saison 9)
  - Michel Moutardier : brigadier Michel (saison 3, épisode 3 à saison 8 ; on peut l'apercevoir dans l'épisode 9 de la saison 2, notamment quand il remet le dossier médical de « Langlois » au commandant Candice Renoir)
- Psychologue :
  - Matthieu Penchinat : Paul Périer, le psychologue qui fait des permanences à la BSU (depuis la saison 5)
- BRI :
  - Stéphane Blancafort : commandant David Canovas, BRI (saisons 2 à 4, invité saison 5)

#### PJ Montpellier
- Nathalie Boutefeu : commandant Sylvie Leclerc (saison 3, épisode 9 à saison 4, épisode 4)
- Raphaël Lenglet : capitaine Antoine Dumas (saison 4 épisodes 1 à 4)
- Olivier Cabassut : lieutenant Armand Marquez (saison 3, épisode 9 ; saison 4, épisodes 1 à 4)

#### DDSP 34
- Nathalie Boutefeu : chef de la Sûreté publique de l'Hérault Sylvie Leclerc (depuis saisons 6)

#### Identité judiciaire
- Marie Vincent : Nathalie Delpech, responsable de l'IJ (depuis saison 7)
- Delphine Rich : Aline Jego, responsable de l'IJ (saisons 2 à 5)
- Alix Poisson : Pascale Ibarruri, responsable de l'IJ (saisons 1 et 2)

#### Médecin légiste
- Vincent Steinebach : Charles, légiste (saisons 5 et 6)

#### Procureur(e)
- Stéphanie Mathieu : la procureure (depuis saison 8)

#### Famille Renoir
- Enfants
  - Clara Antoons : Emma Renoir, fille aînée
    - Quentin Michaël : Sacha, le petit-ami d'Emma (depuis saison 8)

  - Étienne Martinelli : Jules Renoir
  - Paul Ruscher : Martin Renoir, un des jumeaux
  - Alexandre Ruscher : Léo Renoir, un des jumeaux
- Parents et fratrie
  - Maëva Pasquali : Bélinda Muller, la sœur cadette de Candice (saison 7)
  - Fanny Cottençon : Magda Muller, la mère de Candice (saison 4, épisodes 5 et 6)
    - Claire Cahen : Magda Muller jeune, la mère de Candice (saison 10, épisode 5)
- Conjoints
  - Raphaël Lenglet : Antoine Dumas de L'Estang (depuis la saison 10)
  - Benjamin Baroche : Max Francazal, le 2e ex-mari de Candice (saison 5, épisode 8 et de la saison 6, épisode 6 à la saison 7, épisode 10)
    - Raphaëlle Frattale : Héloise Francazal, la fille de Max (saison 7)
    - Aymé Medeville : Vincent Francazal, le fils de Max (saison 7)

  - Stéphane Blancafort : David Canovas, le compagnon de Candice jusqu'à sa mort (saison 2 à 4)
  - Alexandre Varga : Hervé Mazzani, le voisin des Renoir, kiné et petit-ami de Candice (récurrent saisons 1 et 2, invité saison 5)
  - Arnaud Giovaninetti : Laurent Renoir, le 1er ex-mari de Candice (récurrent saisons 1 et 2, invité saison 6, épisodes 4 et 5)

#### Famille Antoine Dumas
- Lilly-Fleur Pointeaux : Jennifer, l'ex-petite-amie d'Antoine et la mère de Suzanne, la fille d'Antoine (saison 3 à 9)
- Hubert Saint-Macary : Harold Dumas de l'Estang, médecin, père d'Antoine Dumas (saison 5, épisode 5)
- Charlotte de Turckheim (saison 2, épisode 3) puis Christiane Millet (saison 3, épisode 3) : Isaure de l'Estang, avocate, mère d'Antoine Dumas
- Sébastien Portier : Pierre Dumas de l'Estang, médecin, le frère d'Antoine (saison 3, épisodes 1 à 3)

#### Famille Mehdi Badhou
- Djemel Barek : le père de Mehdi (saison 6, épisode 10 à saison 8)
- Soria Moufakkir : la tante de Mehdi

#### Famille Valentine Adger
- Amélie Robin : Marion Faure, la compagne de Valentine (depuis la saison 6)

#### Famille Chrystelle Da Silva
- José Da Silva : Carlos Da Silva, le père de Chrystelle (saison 3, épisode 9)
- Yvette Caldas : Bénédita Da Silva, la mère de Chrystelle (saison 3, épisode 9)

#### Famille Jean-Baptiste Medjaoui
- Raphaëlle Boitel : Audrey Medjaoui, la femme de Jean-Baptiste (récurrente saison 1, invitée saison 2)

### Acteurs récurrents
- Jean-Pierre Michaël : Simon Ferrer, le professeur de théâtre d'Emma (saison 2, épisode 10 et saison 7, épisodes 3 à 7)
- Aude Forget : Laurette, la fille au pair (saison 1)

## Production

### Développement
En janvier 2012, Cécile Bois se présente au casting de Candice Renoir à l'intuition. Sortant d'une deuxième grossesse, avec la trace de quelques kilos superflus, elle correspond plutôt bien au personnage de Candice, mère de quatre enfants. Elle décroche le rôle.
La chanson du générique est la célèbre reprise de Respect par Aretha Franklin. La production a fait le choix de prendre un titre connu pour attirer les gens devant la télévision lorsqu'ils sont dans une autre pièce, comme le font les musiques des génériques des séries Les Experts ou Dr House.
À la suite des bonnes audiences de la première saison (en moyenne 3,80 millions de téléspectateurs), une deuxième saison est rapidement commandée.
Le 10 décembre 2021, France Télévision annonce la fin de la série avec la dixième saison tournée à l’automne 2021 et qui sera diffusée en 2022. Le personnage devrait subsister dans des crossover (par exemple avec Alex Hugo,,) ou des épisodes spéciaux.
Le 6 mai 2022, Stéphane Sitbon-Gomez, directeur des programmes de France Télévisions, annonce que « Candice Renoir va continuer sa vie à Marseille ». La fin de Plus belle la vie n'est pas étrangère à cette décision dans le but de conserver une partie des moyens techniques et humains à Marseille. C'est à Marseille que seront tournés les six épisodes de la onzième saison finalement prévue après les 2 épisodes hors série (en Corse et spécial Halloween à Sète). Le crossover avec Alex Hugo est annulé.

### Tournage
Jusqu'à la dixième saison, le tournage de la série se fait principalement à Sète et dans les environs. L'ancien bâtiment de la caisse primaire d'assurance maladie sert de commissariat. À partir de la onzième saison, le tournage se déroulera à Marseille.
Les différentes saisons ont été tournées :
- Saison 1 : du 20 septembre 2011 au 15 novembre 2012 et du 26 novembre 2012 au 31 janvier 2013[18].
- Saison 2 : à partir 11 septembre 2013, à Sète[19], et à Montpellier, au mois de décembre 2013[20].
- Saison 3 : du 15 mai 2014 à février 2015[21].
- Saison 4 : à partir du 19 mai 2015. Le tournage débute près de l'Étang de Thau à Bouzigues (Hérault)[22] puis passe par Nîmes du 28 au 30 mai 2015[23].
- Saison 5 :
- Saison 6 : à partir du 10 mai 2017
- Saison 7 :
- Saison 8 :
- Saison 9 : Le tournage a commencé le 16 septembre 2020. Il a été retardé en raison de la pandémie. Il s'est finalement achevé en mai 2021[24],[25],[26].
- Saison 10 : automne 2021
- Épisode hors série 1 Chacun dirige l'eau vers son moulin : du 11 mai à mi-juin 2022 en Corse, notamment à l'hôtel Marinca à Olmeto[27],[28],[8],[29]
- Épisode hors série 2 spécial Halloween Des bonbons ou la vie : 8 juin au 5 juillet 2023 à Sète et en Occitanie[8],[30] L’épisode rend hommage à la créatrice de la série, Solen Roy-Pagenault, morte en février dernier d’un cancer à l’âge de 52 ans. Cet épisode nous apprend que Candice Renoir quitte la police pour devenir détective privée[31].
- Saison 11 : devait se dérouler à Marseille, notamment dans les anciens studios de Plus belle la vie[7] mais cette production a été annulée[9].
- Épisode hors série 3 Ailleurs l’herbe est plus verte, du 10 septembre au 5 octobre 2024 à Sète et Cournonterral[32].

### Fiche technique
- Titre : Candice Renoir
- Création : Solen Roy-Pagenault (1971-2023)[33], Robin Barataud et Brigitte Peskine
- Réalisation : Christophe Douchand, Nicolas Picard-Dreyfuss, Olivier Laneurie, Stéphane Malhuret, Olivier Barma, Sylvie Ayme, Adeline Darraux, Raphaël Lenglet (les deux premiers épisodes de la saison 6), David Ferrier
- Scénario : Solen Roy-Pagenault, Robin Barataud, Brigitte Peskine, Olivier Laneurie, Elsa Marpeau, Anne Rambach, Marine Rambach, Jean-Marie Chavent, Thomas Luntz, Ivan Piettre, Éric Eider, Jérémie Marcus, Kilian Arthur, Ivan Piettre, Fabienne Facco, Marc Kressmann, Marie-Alice Gadéa, Alexandra Julhiet, Manon Dillys, Sébastien Le Délézir, Agathe Robilliard, Marie du Roy, Eric Verat, Ludovic Abgrall, Virginie J. Perez, Kristel Mudry, Sébastien Vitoux, Nicolas Jean, Armelle Robert
- Décors : Yan Arlaud (saison 1), Anne Violet (saisons 2-3-4-5-6)
- Responsable des repérages : Sébastien Giraud (saisons 2-3-4-5-6-7)
- Costumes : Charlotte Betaillole (saison 1), Virginie Dubroca (saisons 2-3-4-5-6)
- Photographie : Ludovic Colbeau-Justin (saison 1), Pierre Milon (saison 1), Serge Dell'Amico (saison 1, 2, 3), Philippe Lardon (saisons 3-4-5-6)
- Montage : Vincent Zuffranieri, Jérémie Rouffio, Jean-Daniel Fernandez-Qundez, Pascale Arnaud, Robert Rongier, Nathalie Loriod, Idit Bloch, Jessica Allard, Sophie Cornu-Abela, Luciana Reali, Aurélien Dupont et Franck Champion
- Musique : Vincent Stora
- Chanson du générique : Respect, interprétée par Aretha Franklin
- Casting : Fanny De Donceel, Laure Cochener, Brigitte Brocarel, Stéphanie Ladet
- Production : Caroline Lassa, Ghislain Achard, Christophe Nobileau, Olivier Bourdon
- Sociétés de production : Boxeur 7, en coproduction avec Couleurs Productions et Telfrance (saisons 2-3), Be-Films (saisons 2 à 10) et RTBF (télévision belge) (saisons 2 à 10), avec la participation de France Télévisions, RTS et 13e rue (saison 3-4-5)[2],[3]
- Photographe de plateau : Fabien Malot
- Sociétés de distribution : France 2 (France), La Une (Belgique), RTS Un (Suisse)
- Budget :
- Pays de production :  France /  Belgique
- Langue originale : français
- Format : couleur
- Genre : série policière
- Durée : 52 minutes
- Procédé récurrent fournissant une sorte d'unité à l'ensemble de la série : chaque épisode porte un proverbe comme titre, par exemple « Il faut se méfier de l'eau qui dort » (saison 1, épisode 1). Pour plus de détails, voir l'article Liste des épisodes de Candice Renoir.

### Diffusion
En Belgique, la série est diffusée sur La Une. La deuxième saison est diffusée le samedi, du 5 avril au 3 mai 2014. La troisième saison est diffusée le samedi, du 2 au 30 mai 2015.
En Suisse, la série est diffusée sur RTS Un. La deuxième saison est diffusée le mercredi, du 9 avril au 7 mai 2014, soit une semaine avant la France. La troisième saison est diffusée le samedi, du 28 mars au 25 avril 2015.
En France, la série est diffusée sur France 2. La première saison est diffusée le vendredi, du 19 avril au 10 mai 2013. La deuxième saison est diffusée le vendredi, du 17 avril au 16 mai 2014. La troisième saison est diffusée le vendredi, du 15 mai au 19 juin 2015. La quatrième saison est diffusée le vendredi, du 6 mai au 3 juin 2016. La cinquième saison est diffusée le vendredi, du 28 avril au 26 mai 2017. La sixième saison est diffusée le vendredi, à partir du 27 avril 2018. La série est également diffusée sur la chaîne 13e rue.
Au Canada, certains épisodes sont diffusés occasionnellement sur la chaîne française Saint-Pierre et Miquelon 1re. La chaîne ICI Radio-Canada Télé  diffuse depuis été 2018, la série, avec un rythme d'un épisode par jour, du lundi au vendredi à 17 heures.
En Allemagne, elle est diffusée sur ZDF neo depuis février 2016.
En Italie, elle est diffusée par Fox Crime (Sky Italia).
Au Portugal, elle est diffusée par RTP2 et par AXN depuis juin 2017.
En Espagne, elle est diffusée par AXN depuis mai 2017.
En Russie, elle est diffusée par FoxLife depuis septembre 2017.
En Amérique latine, la série est diffusée sur AXN depuis octobre 2020.

## Épisodes et diffusion en France
| Saison     | Nombre d'épisodes | Horaire          | Diffusion         | Diffusion         |
| Saison     | Nombre d'épisodes | Horaire          | Début de saison   | Fin de saison     |
| ---------- | ----------------- | ---------------- | ----------------- | ----------------- |
| 1          | 8                 | Vendredi 20 h 55 | 19 avril 2013     | 10 mai 2013       |
| 2          | 10                | Vendredi 20 h 55 | 18 avril 2014     | 16 mai 2014       |
| 3          | 10                | Vendredi 20 h 55 | 15 mai 2015       | 19 juin 2015      |
| 4          | 10                | Vendredi 20 h 55 | 6 mai 2016        | 3 juin 2016       |
| 5          | 10                | Vendredi 20 h 55 | 28 avril 2017     | 26 mai 2017       |
| 6          | 10                | Vendredi 20 h 55 | 27 avril 2018     | 25 mai 2018       |
| 7          | 10                | Vendredi 20 h 55 | 19 avril 2019     | 17 mai 2019       |
| 8          | 10                | Vendredi 20 h 55 | 17 avril 2020     | 2 octobre 2020    |
| 9          | 10                | Vendredi 20 h 55 | 27 août 2021      | 21 janvier 2022   |
| 10         | 6                 | Vendredi 20 h 55 | 20 mai 2022       | 10 juin 2022      |
| Téléfilm 1 | 1                 | Vendredi 20 h 55 | 30 décembre 2022  | 30 décembre 2022  |
| Téléfilm 2 | 1                 | Mercredi 21 h 10 | 1er novembre 2023 | 1er novembre 2023 |

## Univers

### Personnages

#### Famille Renoir
Candice Muller a grandi à Valenciennes, dans le nord de la France. Elle a un frère et une sœur (saison 3 épisode 3). Son père tenait un garage (saison 1). Il battait sa mère au point que Candice, alors adolescente, est allée le dénoncer à la police (saison 2 épisode 5 et saison 4 épisode 5/6). Placé en garde à vue, son père se suicide, ce que jamais sa mère ne lui pardonnera (saison 4 épisode 6). À 17 ans, Candice quitte la maison avec Laurent Renoir qu'elle épouse (saison 2). Elle laisse derrière elle son frère et sa sœur Bélinda alors âgée de 11 ans et demi (saison 7).
Elle s'engage dans la police et devient commandant au 36 quai des Orfèvres. Elle a alors 2 enfants, Emma et Jules. Enceinte des jumeaux Martin et Léo, elle se met en disponibilité pour suivre son mari expatrié pour son travail (saison 1 épisode 6). 10 ans plus tard, quand elle découvre qu'il la trompe, elle le quitte pour revenir en métropole avec ses 4 enfants. On l'affecte comme chef de brigade à la police de Sète.
Ses enfants ont des profils très différents : Emma interrompt ses études pour devenir actrice (saison 7), Jules est passionné de cuisine et étudie dans une école spécialisée, l'un des jumeaux décide de vivre chez leur père à Marseille (saison 6) tandis que l'autre continue le lycée. Quant à Bélinda, la sœur de Candice, elle n'apparaît qu'à partir de la saison 7, BCBG au début, et SDF à la fin.

#### Équipe Candice Renoir
Dans la saison 1, elle est composée du capitaine Antoine Dumas, du lieutenant Chrystelle Da Silva, et du brigadier Jean-Baptiste Medjaoui.
En saison 3, le brigadier Medjaoui est remplacé par Meddhi Badou. Cependant, Medjaoui refait quelques apparitions durant la saison 3.
En saison 4, Dumas passe à la PJ de Montpellier. Puis, il revient dans l'équipe de Candice dans l'épisode 5.
En saison 5 (plus précisément dans l'épisode 3), le lieutenant Chrystelle Da Silva est mutée à Paris, à l'OCLCTIC (l'Office central de lutte contre la cybercriminalité). Elle est remplacée par le lieutenant Valentine Atger.
En saison 7 (plus précisément dans l'épisode 2), Sylvie Leclerc fait venir à la brigade le capitaine Armand Marquez, qui travaillait sous ses ordres à la PJ.
En saison 8 (plus précisément dans l'épisode 2), l'équipe intègre un nouveau membre : le lieutenant Ismaël Ndongo.

#### Commissariat
De la saison 1 à la saison 3, le commissaire est Yasmine Attia, la supérieure originelle de Candice.
Dans la saison 2 est introduit le commandant David Canovas, membre de la Brigade de recherche et d'intervention.
La saison 4 voit l'arrivée du commandant Sylvie Leclerc, qui devient ensuite commissaire et est donc désormais la nouvelle supérieure de Candice.

#### Identité judiciaire
Pascale Ibarruri, responsable de l'IJ (saisons 1 et 2), incarnée par Alix Poisson.
Aline Jego, responsable de l'IJ (saison 2 à saison 5), incarnée par Delphine Rich.
Charles, technicien de l'IJ (saison 5 et 6), incarné par Vincent Steinebach.
Nathalie Delpech, responsable de l'IJ (saison 7-), incarnée par Marie Vincent.

#### Autres personnages
Jennifer, la petite-amie d'Antoine Dumas (première apparition - saison 3, épisode 6), incarnée par Lilly-Fleur Pointeaux.

## Audiences et critique

### Audiences

#### Tableau
Remarques :
- Les quatre premiers épisodes de la saison 8 ont été diffusés pendant le premier confinement, d'où les audiences très hautes[réf. nécessaire]
- La diffusion de la saison 9 est interrompue après l'épisode 6. Les épisodes 3 à 6 ont été diffusés seuls. La diffusion reprendra le 7 janvier 2022 avec deux épisodes, puis un épisode par semaine.

| Saison | Nombre d'épisodes | Audience (en millions) | Audience (en millions) | Audience (en millions) | Audience (en millions) | Audience (en millions) | Audience (en millions) | Audience (en millions) | Audience (en millions) | Audience (en millions) | Audience (en millions) | Audience (en millions) | Audience (en millions) | Audience (en millions) | Audience (en millions) | Audience (en millions) | Source       |
| Saison | Nombre d'épisodes | E1                     | E2                     | E3                     | E4                     | E5                     | E6                     | E7                     | E8                     | E9                     | E10                    | Première               | Finale                 | Moyenne                | Minimum                | Maximum                | Source       |
| ------ | ----------------- | ---------------------- | ---------------------- | ---------------------- | ---------------------- | ---------------------- | ---------------------- | ---------------------- | ---------------------- | ---------------------- | ---------------------- | ---------------------- | ---------------------- | ---------------------- | ---------------------- | ---------------------- | ------------ |
| 1      | 8                 | 4,08                   | 3,80                   | 4,14                   | 3,90                   | 3,92                   | 3,54                   | 3,63                   | 3,50                   | -                      | -                      | 4,08                   | 3,50                   | 3,81                   | 3,50                   | 4,14                   | Voir saisons |
| 2      | 10                | 4,32                   | 4,08                   | 4,53                   | 4,10                   | 4,85                   | 4,70                   | 4,80                   | 4,50                   | 4,97                   | 4,97                   | 4,32                   | 4,97                   | 4,58                   | 4,08                   | 4,97                   | Voir saisons |
| 3      | 10                | 4,54                   | 4,20                   | 4,56                   | 4,36                   | 4,63                   | 4,46                   | 4,43                   | 4,39                   | 4,35                   | 4,25                   | 4,54                   | 4,25                   | 4,42                   | 4,20                   | 4,63                   | Voir saisons |
| 4      | 10                | 4,70                   | 4,49                   | 4,50                   | 4,25                   | 4,65                   | 4,61                   | 4,52                   | 4,35                   | 5,08                   | 4,99                   | 4,70                   | 4,99                   | 4,61                   | 4,35                   | 5,08                   | Voir saisons |
| 5      | 10                | 4,86                   | 4,63                   | 4,60                   | 4,90                   | 4,87                   | 4,60                   | 4,91                   | 4,89                   | 4,07                   | 4,01                   | 4,86                   | 4,01                   | 4,63                   | 4,01                   | 4,91                   | Voir saisons |
| 6      | 10                | 5,03                   | 4,71                   | 4,82                   | 4,61                   | 4,87                   | 4,66                   | 4,81                   | 4,44                   | 4,61                   | 4,62                   | 5,03                   | 4,62                   | 4,72                   | 4,44                   | 5,03                   | Voir saisons |
| 7      | 10                | 4,54                   | 3,88                   | 4,74                   | 4,29                   | 4,53                   | 4,21                   | 4,62                   | 4,13                   | 4,41                   | 4,19                   | 4,54                   | 4,19                   | 4,35                   | 3,88                   | 4,74                   | Voir saisons |
| 8      | 10                | 6,47                   | 6,08                   | 6,43                   | 6,25                   | 4,44                   | 4,38                   | 4,85                   | 4,85                   | 4,94                   | 4,84                   | 6,47                   | 4,84                   | 5,35                   | 4,38                   | 6,47                   | Voir saisons |
| 9      | 10                | 5,46                   | 4,96                   | 5,30                   | 4,83                   | 4,64                   | 4,98                   | 5,22                   | 4,76                   | 5,05                   | 5,14                   | 5,46                   | 5,14                   | 5,03                   | 4,64                   | 5,46                   | ,            |
| 10     | 6                 | 4,58                   | 4,01                   | 4,62                   | 4,30                   | 4,22                   | 4,46                   | -                      | -                      | -                      | -                      | 4,58                   | 4,46                   | 4,37                   | 4,01                   | 4,62                   | ,            |

- Les plus hauts chiffres d'audience
- Les plus bas chiffres d'audience

#### Graphique
- Lancement
- Moyenne
- Finale
- Minimum
- Maximum

### Réception critique
Pour Hélène Rochette, de Télérama, la série « ne casse pas trois pattes à un escarpin » mais reste efficace comme divertissement. Les intrigues sont cependant prévisibles et les situations invraisemblables. Elle juge l'année suivante que le personnage principal a un certain charme avec « son extravagante bouffonnerie » mais les épisodes sont grossièrement scénarisés. Isabelle Poitte, du même magazine, trouve que la troisième saison a un arrière-goût de réchauffé et n'est plus aussi amusante qu'à ses débuts. Les différents personnages servent de faire-valoir et « les enquêtes ressemblent à une promenade, un brin assommante, sur la rivière enchantée ».

## Distinction
- Festival Polar de Cognac 2018 : Meilleure série francophone[52]